# Basale Kommunikation
Basale Kommunikation (basal: „an der Basis, grundlegend; von ‚unten‘ ausgehend“) ist ein körperorientiertes heilpädagogisches Konzept zum Aufbau einer kommunikativen Beziehung mit Menschen, die sich sprachlich nicht ausdrücken können.

## Grundlagen
Das Wort basal bezeichnet in diesem Zusammenhang eine Kommunikation, die ohne Voraussetzungen von der Seite des Menschen mit Behinderung gelingen kann. Der Kontakt zu „nicht sprechenden“ Menschen, wie schwer geistig Behinderten, Demenzerkrankten, Menschen mit autistischem Syndrom oder Menschen im Wachkoma, soll über den Körper und die Körpersprache aufgebaut werden. Dabei sind in erster Linie der Atemrhythmus, aber auch Lautäußerungen, Tonusveränderungen, Berührungen, Bewegungen, „stereotypes“ Verhalten usw. zur Verfügung stehende Kommunikationsmittel.
Das Konzept der basalen Kommunikation nach Winfried Mall erweitert das Konzept der basalen Stimulation nach Andreas D. Fröhlich, indem es den Aspekt der Kommunikation in den Vordergrund stellt und methodisch weiter ausfüllt. Alle körperlichen Verhaltensweisen werden von Mall grundsätzlich als Ausdrucksverhalten verstanden, auf das wiederum mit passendem körperlichen Verhalten sinnlich wahrnehmbar geantwortet werden kann. Dabei werden Erfahrungen aus der Funktionellen Entspannung nach Marianne Fuchs umgesetzt, außerdem werden Elemente der rhythmisch-musikalischen Erziehung und der integrativen Gestalttherapie nach Theijs Besems integriert. Das Konzept der basalen Kommunikation nach Winfried Mall wird zu den Basismethoden der Heilpädagogik gezählt.
Die Erfahrung basaler Kommunikation kann auf Seiten des behinderten Menschen zu einem Rückgang von Verhaltensauffälligkeiten, zum Aufbau neuer sozialer Kontakte, zu einem größeren Interesse an der Umwelt, zur physisch-psychischen Entspannung und zur Verbesserung der Motorik und des Gleichgewichts führen, auf Seiten des nicht-behinderten Partners zu einem besseren Verständnis und größerer Toleranz gegenüber schwierigem Verhalten.